# Manwan-Talsperre
Die Manwan-Talsperre ist eine große Talsperre in der chinesischen Provinz Yunnan. Sie war bei ihrer Fertigstellung das erste große Wasserkraftwerk am Mekong. Der Stausee wird durch eine 132 m hohe Gewichtsstaumauer aufgestaut. (Deren Höhe wird auch mit 126 m angegeben.)